# Němen
Němen, někdy též Neman (bělorusky Нёман, Нёманец, litevsky Nemunas, polsky Niemen, německy Memel, rusky Неман) je nejdelší a nejvodnější řeka západního Běloruska (Hrodenská, Minská oblast), Litvy a Kaliningradské oblasti (Rusko). Je 937 km dlouhá a povodí má rozlohu 98 200 km², podle některých definic se dá považovat za veletok.

## Průběh toku
Pramení jižně od Minské vysočiny a teče v členitém korytě Němenskou nížinou. V místě, kde překonává Baltský práh, vytváří velké smyčky a peřeje. Na dolním toku protéká Středolitevskou a přímořskou nížinou, říční údolí je široké a v korytě se nacházejí ostrovy. Po celé délce toku je mnoho prahů a mělčin. Ústí do Kurského zálivu, přičemž vytváří říční deltu (delta Němenu). Hlavní ramena jsou Gilija (vlevo) a Rusnė, které se dále dělí na hluboký Skirvytė a široký a mělký Atmata. (vpravo). V povodí je mnoho mělkých jezer. Jezernatost řeky činí 2,5 %.

### Přítoky
Celkem do Němenu své vody vnáší kolem 180 přítoků, z nichž největší nebo nejvýznamnější jsou:
- zprava — Sula, Usa, Berezina, Gauja, Dzitva/Ditva, Lebeda, Katra, Merkys, Verknė, Strėva, Neris, Nevėžis, Dubysa, Mituva, Jūra, Gėgė (do ramene Rusnė), Šyša (do ramene Atmata), Minija (do ramene Atmata),
- zleva — Turja, Uša, Servač, Molčaď, Ščara, Zeľva, Rosa/Ros'/Ross, Svisloč, Czarna Hańcza, Baltoji Ančia, Peršekė, Jiesia, Šešupė.

### Města
- – Stolbcy, Bjarozavka, Masty, Grodno
- – Druskininkai, Merkinė, Alytus, Prienai, Birštonas, Kaunas, Vilkija, Jurbarkas, Smalininkai, Rusnė
- – Něman, Sovětsk

## Vodní režim
Zdroj vody je smíšený s převahou sněhového, na dolním toku dešťového. Průměrný průtok činí 678 m³/s. Na jaře jsou vysoké průtoky od poloviny března do konce května, v létě voda opadá. Občas je pokles hladiny přerušený dešti, zvláště na podzim a v zimě. V ústí je v době poklesu hladiny znatelná role větru při změnách výšky hladiny. Na podzim plují po řece kry, zejména v listopadu a v prosinci. Poté řeka zamrzá. V zimě může čas od času rozmrznout a zase zamrznout. Definitivně rozmrzá na konci března, ale někdy už v únoru nebo až v dubnu.

## Využití
Pravidelná vodní doprava je zavedena od města Birštonas. Řeka je spojena Ahinským kanálem s Dněprem a Augustovským kanálem s Vislou. Po řece se plaví dřevo. Byla na ní vybudována Kaunaská přehrada s vodní elektrárnou a přečerpávací vodní elektrárna Kruonis.

## Regionální park Delta Němenu
V litevské části delty Němenu je Regionální park Delta Němenu (Nemuno deltos regioninis parkas), který chrání cenná biologická společenstva.